# 파란 타히르
파란 타히르(Faran Tahir, 1963년 2월 16일 ~ )는 미국의 배우이다.

## 출연 작품
- 세라스 셀 (2018)
- 11번째 (2017)
- 2차 세계대전 타임트랙 (2015)
- 허니글루 (2015)
- 레전드 워리어 (2014)
- 토른 (2013)
- 미스터 존스 (2013)
- 이스케이프 플랜 (2013)
- 엘리시움 (2013)
- 지.아이.조 2 (2013)
- 애쉬즈 (2009)
- 스타 트렉: 더 비기닝 (2009)
- 아이언맨 (2008)
- 찰리 윌슨의 전쟁 (2007)
- 맨티코어 (2005)
- 웨스트 윙 시즌1 (1999)
- 여기보다 어딘가에 (1999)
- 루비보다 값진 것 (1998)
- 웨딩 소나타 (1997)
- 정글북 (1994)